# Будинок Лібмана (Одеса)
Прибутковий будинок Лібмана — пам'ятка архітектури місцевого значення кінця XIX століття в місті Одеса, розташований за адресою вулиця Преображенська, 23 (кут вулиць Садова та Преображенська, Приморський район).

## Історія будівлі
Будівля побудована в 1887 — 1888 роках на місці будівлі гауптвахти :102 на замовлення одеського підприємця Бернгарда Ернестовича Лібмана, який виробляв та реалізовував в Одесі з 1867 року хліб і кондитерські вироби.
Архітектор проєкту — одеський архітектор Меснер Е. Я., за участі Моргуліса І. А. і Нісса А. Вартість проєкту 240 000 рублів.
Будинок був відомий в Одесі завдяки розташуванню в ньому пекарні і кондитерської, а також кафе з більярдними (обладнаними окремо від загального приміщення) — кав'ярня Лібмана. Кафе було особливо популярним серед одеситів, оскільки було обладнано за останнім на той час словом техніки — електричне освітлення і т. д.

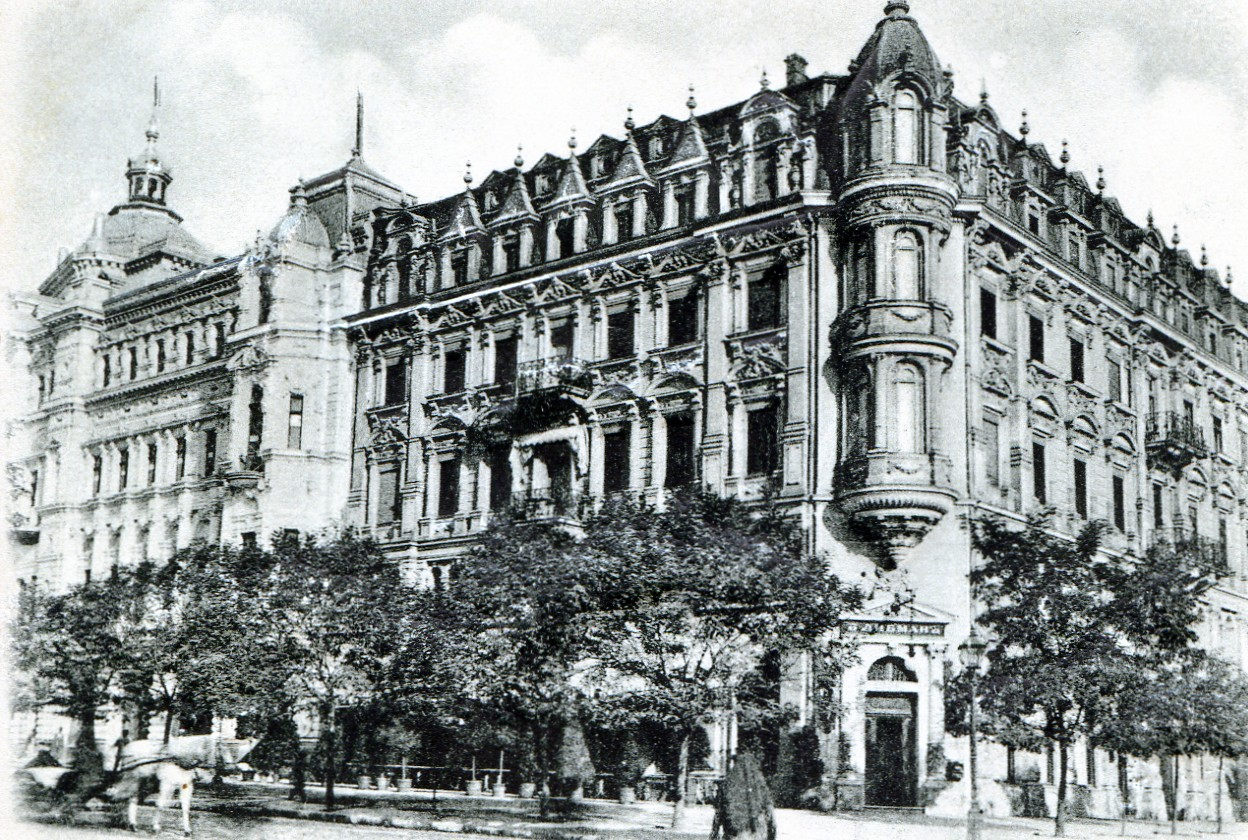
Будинок Лібмана на фотокартці XIX століття

На початку ХХ століття кафе пережило терористичний акт (в нього була кинута бомба) за участі відомої анархістки Марусі Нікіфорової, яка прийняла концепцію невмотивованого терору.
Будинок і кафе, що знаходилося в ньому, описаний в оповіданнях Олександра Купріна «Шпаки» (1916 р), Івана Буніна «Галя Ганська» (написане в період еміграції), Валентина Катаєва «Хуторок в степу».
У післяреволюційний період верхні поверхи (включаючи мансарди) поділені на комунальні квартири. На першому поверсі розташовувалися різноманітні установи, серед яких найвідоміші — Центральна ощадна каса № 5340 (кінець 1920-х — початок 1930-х років), румунське видавництво «Букул» (в роки окупації 1941 — 44 роки), букіністичний магазин облкниготоргу № 19 (1950-ті роки).

## Сучасний стан
Будинок перебуває в аварійному стані. З 2019 року продовжуються реставраційні роботи.

## Зображення

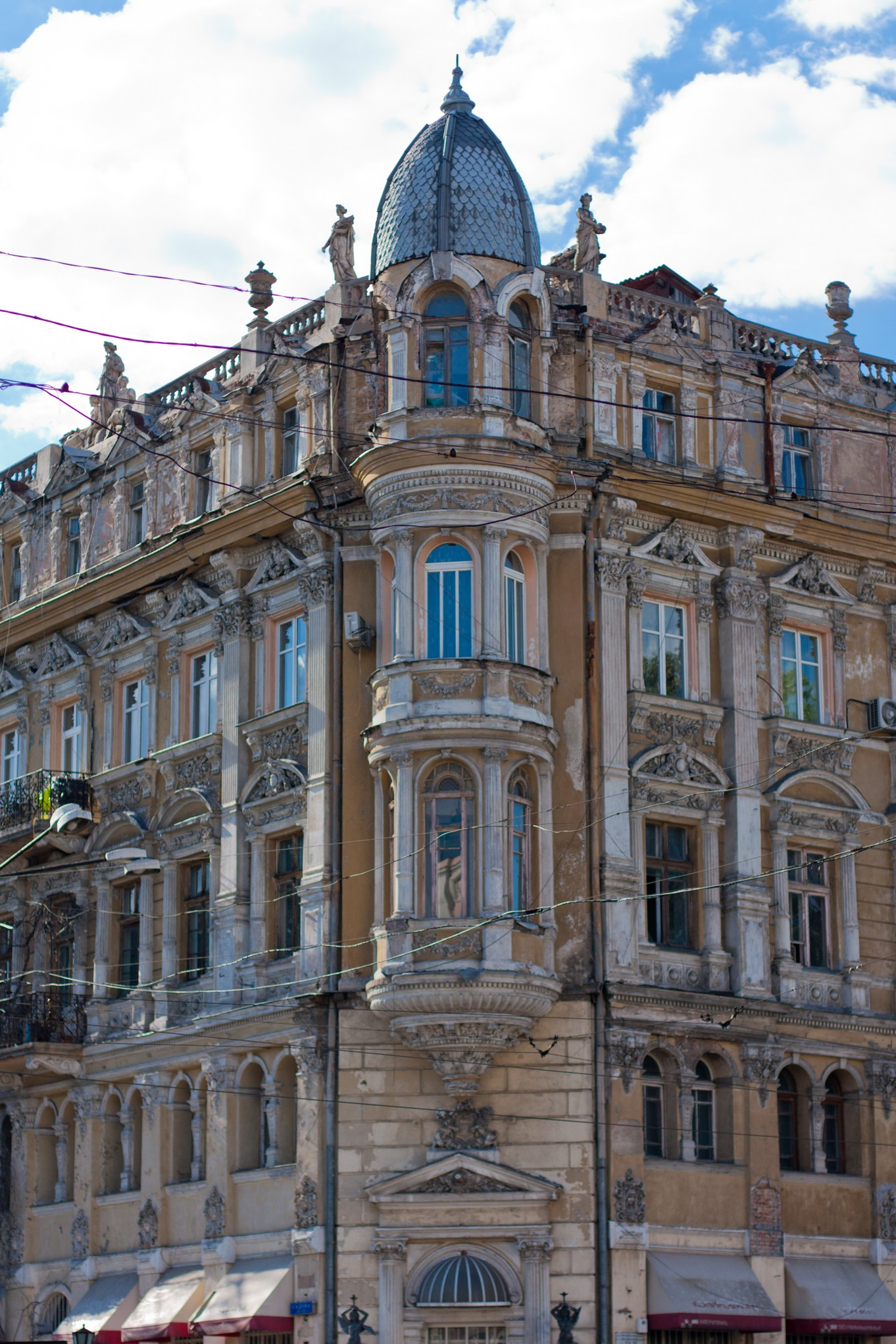
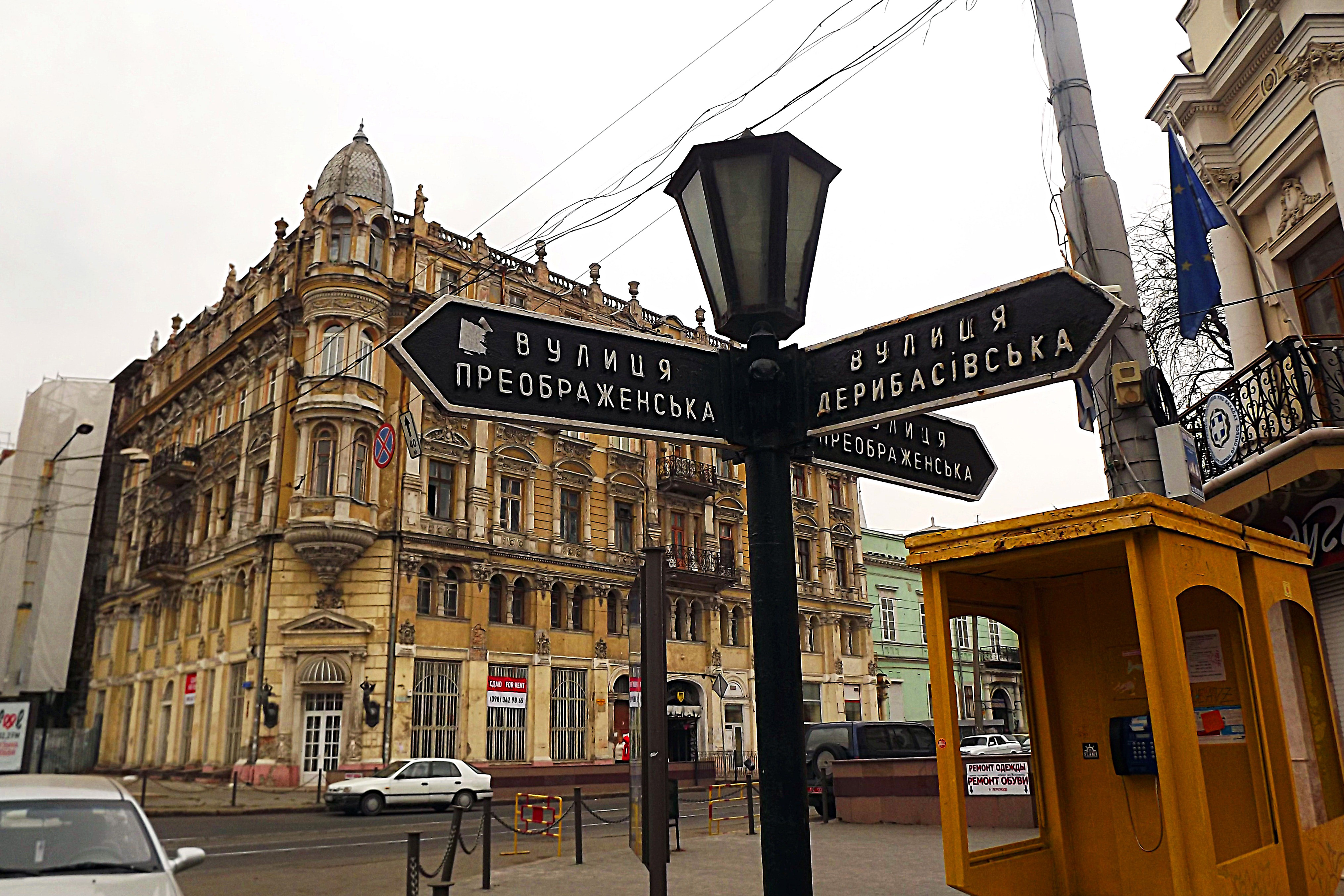
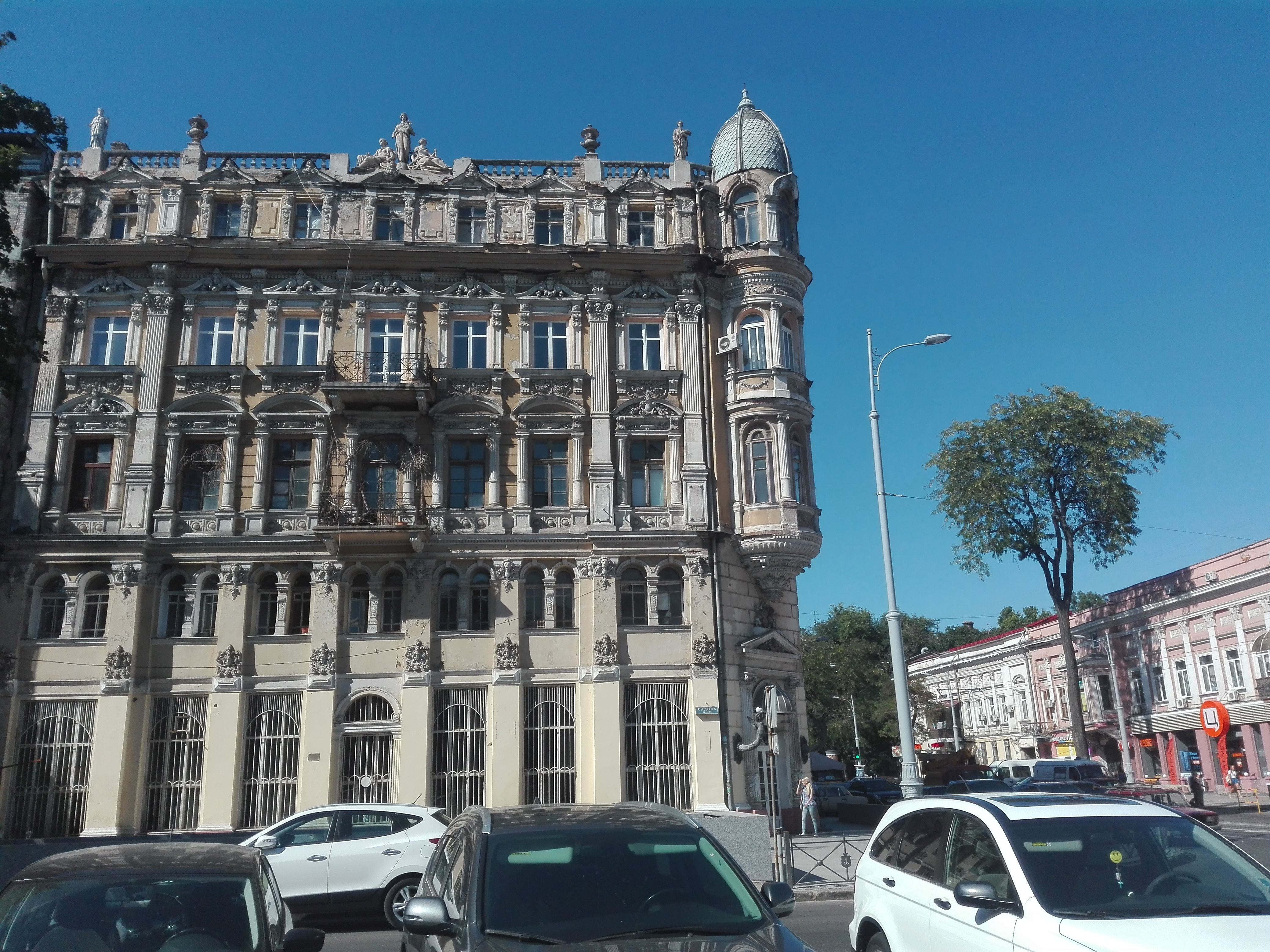
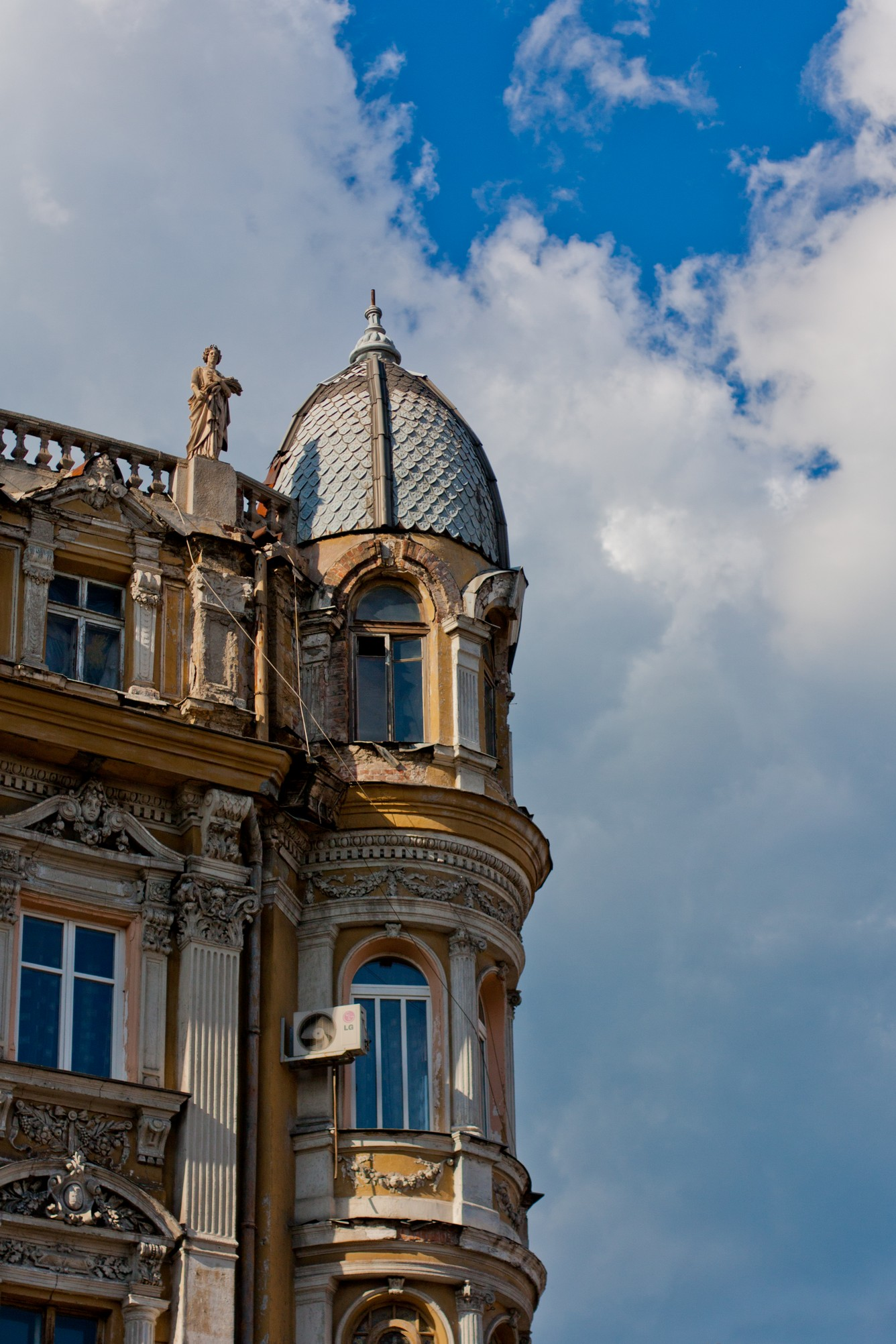